# Herb Sienna
Herb Sienna – jeden z symboli miasta i gminy Sienno.

## Wygląd i symbolika
Herb przedstawia na tarczy koloru czerwonego srebrny krzyż, a pod lewym ramieniem krzyża u podstawy tarczy znajduje się łękawica. Jest to herb Dębno rodu Oleśnickich, właścicieli Sienna. 